# Antonio Bueno
Antonio Bueno Delgado, (nacido el 25 de septiembre de 1980 en Madrid, España, es un exjugador de baloncesto español.
El pívot madrileño atesora en su palmarés la Liga ACB 2004-05 lograda con el Real Madrid, la medalla de plata con la selección española en el Eurobasket de Suecia 2003, la medalla de bronce con la selección española joven en el Europeo de Ohrid 2000, y las medallas de oro con la selección española júnior en el Mundial de Lisboa 1999 y el Europeo de Varna 1998. En el año 2010 tuvo un accidente doméstico, que propició su retirada del mundo del baloncesto.

## Nominaciones
- Liga ACB 2002-03. Joventut de Badalona. Jugador de Mayor Progresión. Revista Gigantes del Basket.